# Жапаратуба
Жапаратуба (порт. Japaratuba)  —  муниципалитет в Бразилии, входит в штат Сержипи. Составная часть мезорегиона Восток штата Сержипи. Входит в экономико-статистический  микрорегион Жапаратуба. Население составляет 15 703 человека на 2006 год. Занимает площадь 374 км². Плотность населения — 41,99 чел./км².

## История
Город основан в 1859 году.

## Статистика
- Валовой внутренний продукт на 2004 составляет 274.425.527,00 реалов (данные: Бразильский институт географии и статистики).
- Валовой внутренний продукт на душу населения на 2004 составляет 17.875,56 реалов (данные: Бразильский институт географии и статистики).
- Индекс развития человеческого потенциала на 2000 составляет 0,651 (данные: Программа развития ООН).

## География
Климат местности: тропический гумидный.